# Magistratura militare italiana
La magistratura militare italiana indica quella parte della magistratura italiana che, ai sensi dell'ordinamento giudiziario militare italiano, ha giurisdizione circa i reati militari commessi dagli appartenenti alle forze armate italiane sia in tempo di pace che di guerra.
I magistrati militari prestano servizio presso i tribunali militari, mentre i magistrati con funzione di pubblico ministero presso un ufficio della Procura della Repubblica militare italiana.

## Storia

### Dal Regno di Sardegna all'unità d'Italia
Il Regno di Sardegna nel 1859 adottò il Codice penale militare che prevedeva delle commissioni di inchiesta per amministrare la giustizia militare, nonché dei tribunali militari territoriali, dei tribunali delle truppe ed il Tribunale supremo di guerra. Le commissioni d'inchiesta avevano la funzione di istruire i procedimenti penali, raccogliere le prove e proporre eventuali sanzioni.
I tribunali militari, territoriali e di truppa, avevano il compito di giudicare. Essi erano composti da sei ufficiali in servizio, compreso il presidente. L'ufficio del pubblico ministero era affidato da un avvocato fiscale militare, facente capo all'Avvocato generale militare, che svolgeva le funzioni di pubblico ministero presso il Tribunale supremo militare di guerra. Quest'ultimo era destinato a conoscere dei ricorsi in nullità contro le sentenze emanate dai tribunali militari. Nel 1869 furono approvati il Codice penale militare per l'esercito e il Codice penale militare marittimo, che stabilì che il Tribunale supremo di guerra cambiasse la denominazione in Tribunale supremo di guerra e di marina e, quindi, dal 1923, la denominazione, durata fino al 1981, di Tribunale supremo militare.
Dalla loro istituzione e sino al 1915 i tribunali militari furono retti dalle medesime disposizioni.

### La prima guerra mondiale
Solo con la "grande guerra" si rese necessario potenziarli. Furono istituiti i tribunali di guerra in zona territoriale; quelli di corpo d'armata mobilitato; quelli d'armata, d'indipendenza o di tappa. I Tribunali marittimi già presenti furono potenziati. Furono previsti i tribunali di piazzaforte e quelli all'estero, per un totale di oltre cento uffici giudiziari. I magistrati furono assimilati al grado militare di ufficiali, che avessero conseguito il diploma di laurea in  giusrispridenza. Dopo la guerra si ritornò alla situazione precedente. Fu previsto, tuttavia, un meccanismo di richiamo dei magistrati, qualora vi fosse stata la mobilitazione, per rendere immediatamente funzionanti i tribunali militari nell'ipotesi di guerra.

### Il ventennio fascista ed il secondo dopoguerra
Con R.D. 28 novembre 1935 n. 2397, vennero previsti tre gruppi: ordinario, di riserva, ausiliario. Quello ordinario e di riserva già in funzione e l'ausiliario solo in caso di mobilitazione. Il magistrato militare ha ora lo stato giuridico civile.
Con la legge 7 maggio 1981 n. 180 venne prevista una profonda riforma dell'ordinamento giudiziario militare di pace, che li ha assimilati a quelli ordinari e li ha sottoposti alle stesse guarantigie e discipline. Infatti, la legge 30 dicembre 1988 n. 561 ha istituito il Consiglio della magistratura militare quale organo amministrativo di autogoverno dei magistrati militari con compiti identici al Consiglio superiore della magistratura per quelli ordinari.

### La riforma del 2007
Con la fine sostanziale del servizio militare di leva in Italia e la riduzione degli organici, la legge 24 dicembre 2007, n. 244 (legge finanziaria per l'anno 2008) all'art. 2, commi da 603 a 611, ha modificato la struttura dei Tribunali, riducendoli, e il numero dei componenti del Consiglio della magistratura militare. La riforma è entrata in vigore il 1º luglio 2008. 
Le circoscrizioni giudiziarie furono ridefinite nel 2010 dal codice dell'ordinamento militare; quest'ultimo soppresse anche il Corpo della Giustizia Militare.

## Caratteristiche

### Autonomia
Al fine di garantire autonomia ed indipendenza, in analogia a quanto avviene per la magistratura ordinaria, è stata abolita la dipendenza di tutto il personale della magistratura militare requirente e giudicante dal procuratore generale militare, stabilendosi solo l'attribuzione del potere di sorveglianza sui magistrati giudicanti al Presidente della Corte militare di appello e quello sui magistrati requirenti in capo al procuratore generale militare della Repubblica presso la Corte militare di appello.

### Attribuzioni e competenze
L'art. 1 della legge 7 maggio 1981, n. 180 ha esteso ai magistrati militari le medesime garanzie e le stesse norme di avanzamento previste per la magistratura italiana ordinaria. Per tale ragione, la presidenza degli organi giudiziari militari è affidata ad un magistrato militare e non più ad un ufficiale.
Nei tribunali, e nelle Corti, il collegio giudicante è stato ridotto a tre membri, e precisamente due magistrati militari ed un ufficiale presso i tribunali militari, e a cinque membri, e precisamente tre magistrati militari e due ufficiali presso le corti militari di appello. L'attribuzione di funzioni giudicanti agli ufficiali è affidata ad un criterio di estrazione a sorte, ed è estremamente limitata a soli 2 mesi.
È stato previsto, secondo le norme del codice penale militare di pace e di guerra il ricorso per cassazione avverso sentenze emesse dagli organi giudiziari militari.

## Organizzazione

### Struttura generale
La giustizia militare italiana è suddivisa  nel potere giurisdizionale affidato al tribunale militare e alla Corte militare d'appello, e in quello requirente con l'esercizio dell'azione penale affidato alla "procura militare" alla procura generale.
Vi sono dopo la riforma del 2007, nello specifico:
- 3 Tribunali militari, con altrettante procure, aventi sede nelle città di Verona, Roma e Napoli;
- 1 Tribunale militare di sorveglianza (con sede a Roma);
- 1 Corte d'appello militare (con sede a Roma)

Sono soppressi in tempo di pace numerosi organi giudiziari militari, quali tribunali militari di bordo, tribunali militari presso forze armate concentrate, o presso corpi di spedizione all'estero. Le circoscrizioni giudiziarie, i tribunali e la loro composizione e le aree territoriali di giurisdizione sono disciplinate dal I libro, II titolo, capo VI del d.lgs 15 marzo 2010 № 66 (Codice dell'ordinamento militare).

### Consiglio della magistratura militare
Istituito dalla legge 30 dicembre 1988 n. 561 il Consiglio della magistratura militare, o anche CMM, inizialmente era composto da:
- primo presidente della Corte di cassazione,
- 1 procuratore generale militare presso la Corte di cassazione, membro di diritto,
- 2 membri laici nominati, di concerto, dai presidenti dei due rami del Parlamento,
- 5 magistrati militari, uno dei quali con funzioni di cassazione, eletti da tutti i magistrati militari.

In seguito alla legge 24 dicembre 2007 n. 244, art. 2, comma 604, a decorrere dalle prime elezioni per il rinnovo del Consiglio della magistratura militare i componenti del Consiglio sono così rideterminati:
- 1 primo presidente della Corte di cassazione
- 1 procuratore generale militare presso la Corte di cassazione, membro di diritto;
- 1 membro laico nominato, di concerto, dai presidenti dei due rami del Parlamento, che assume le funzioni di vice presidente del Consiglio;
- 2 magistrati militari eletti da tutti i magistrati militari.

## Articolazione territoriale
A seguito della riforma del 2007, è così ripartita i tribunali e le procure passano da 9 a 3: sono soppressi i tribunali militari e le procure militari della Repubblica di Torino, La Spezia, Padova, Cagliari, Bari e Palermo. Risultano attivi solo gli uffici presso le città di Verona, Roma e Napoli.
- la competenza territoriale del Tribunale militare e la Procura militare di Verona è relativa alle regioni Valle d'Aosta, Piemonte, Liguria, Lombardia, Trentino-Alto Adige, Veneto, Friuli-Venezia Giulia, Emilia-Romagna;
- il Tribunale militare e la Procura militare di Roma assumono la competenza territoriale relativa alle regioni Toscana, Umbria, Marche, Lazio, Abruzzo e Sardegna, nonché su tutto quanto si verifica nei contingenti in missioni all'estero;
- il Tribunale militare e la Procura militare di Napoli assumono la competenza territoriale relativa alle regioni Molise, Campania, Puglia, Basilicata, Calabria e Sicilia.

Infine le sezioni di Corti d'appello militari di Verona e Napoli sono soppresse, e i relativi uffici della Procura generale militare della Repubblica, sono unificate con l'unica Corte militare d'appello di Roma, con competenza su tutto il territorio nazionale.